# 5395 Shosasaki
5395 Shosasaki este un asteroid din centura principală de asteroizi.

## Descriere
5395 Shosasaki este un asteroid din centura principală de asteroizi. A fost descoperit pe 14 septembrie 1988 la Cerro Tololo de Schelte J. Bus. Asteroidul prezintă o orbită caracterizată de o semiaxă mare de 2,54 ua, o excentricitate de 0,27 și o înclinație de 6,9° în raport cu ecliptica.